# مانوئل بوستوس
مانوئل بوستوس (انگلیسی: Manuel Bustos؛ زادهٔ ۹ سپتامبر ۱۹۹۲) بازیکن فوتبال اهل آرژانتین است.